# Équipe du Burkina Faso de football à la Coupe d'Afrique des nations 2023
L’équipe du Burkina Faso de football participe à la Coupe d'Afrique des nations 2023 organisée en Côte d'Ivoire du 13 janvier au 11 février 2024. Il s'agit de la 13e participation des Etalons, entraînés par Hubert Velud.

## Qualifications
Le Burkina Faso se qualifie en prenant la première place du groupe B de qualification.
| Rang | Équipe       | Pts | J | G | N | P | Bp | Bc | Diff |  | Résultats (▼ dom., ► ext.) |     |     |     |     |
| ---- | ------------ | --- | - | - | - | - | -- | -- | ---- |  | -------------------------- | --- | --- | --- | --- |
| 1    | Burkina Faso | 11  | 6 | 3 | 2 | 1 | 8  | 5  | +3   |  | Burkina Faso               |     | 2-0 | 1-0 | 0-0 |
| 2    | Cap-Vert     | 10  | 6 | 3 | 1 | 2 | 8  | 6  | +2   |  | Cap-Vert                   | 3-1 |     | 2-0 | 0-0 |
| 3    | Togo         | 8   | 6 | 2 | 2 | 2 | 8  | 8  | 0    |  | Togo                       | 1-1 | 3-2 |     | 2-2 |
| 4    | Eswatini     | 3   | 6 | 0 | 3 | 3 | 3  | 8  | -5   |  | Eswatini                   | 1-3 | 0-1 | 0-2 |     |

## Résultats
| 1re journée             | Burkina Faso             | 2 - 0   | Cap-Vert                             |                                                                   |                                                                   |
| 3 juin 2022 20:00 UTC+1 | Bandé 58e · Ouattara 88e | (0 - 0) |                                      | Grand stade de Marrakech, Marrakech Arbitrage : Daniel Nii Laryea | Grand stade de Marrakech, Marrakech Arbitrage : Daniel Nii Laryea |
| 3 juin 2022 20:00 UTC+1 | Bandé 59e · Tapsoba 60e  |         | 41e Cuca · 61e Tavares · 90e Stopira | Grand stade de Marrakech, Marrakech Arbitrage : Daniel Nii Laryea | Grand stade de Marrakech, Marrakech Arbitrage : Daniel Nii Laryea |

| 2e journée              | Eswatini                               | 1 - 3   | Burkina Faso                         |                                                     |                                                     |
| 7 juin 2022 15:00 UTC+2 | Ndzinisa 64e                           | (0 - 0) | 69e 75e Ouattara · 85e Aziz Ki       | FNB Stadium, Johannesbourg Arbitrage : Easter Zimba | FNB Stadium, Johannesbourg Arbitrage : Easter Zimba |
| 7 juin 2022 15:00 UTC+2 | Thwala 25e · Mkhonta 29e · Mkhonta 84e |         | 38e Kaboré · 62e Bandaogo · 74e Dayo | FNB Stadium, Johannesbourg Arbitrage : Easter Zimba | FNB Stadium, Johannesbourg Arbitrage : Easter Zimba |

| 3e journée               | Burkina Faso | 1 - 0   | Togo           |                                                                 |                                                                 |
| 24 mars 2023 19:00 UTC±0 | Tapsoba 87e  | (0 - 0) |                | Grand stade de Marrakech, Marrakech Arbitrage : Maguette Ndiaye | Grand stade de Marrakech, Marrakech Arbitrage : Maguette Ndiaye |
| 24 mars 2023 19:00 UTC±0 | Dayo 53e     |         | 85e Ouro-Gneni | Grand stade de Marrakech, Marrakech Arbitrage : Maguette Ndiaye | Grand stade de Marrakech, Marrakech Arbitrage : Maguette Ndiaye |

| 4e journée               | Togo       | 1 - 1   | Burkina Faso                       |                                                 |                                                 |
| 28 mars 2023 19:00 UTC±0 | Laba 26e   | (1 - 1) | 12e Ouattara                       | Stade de Kégué, Lomé Arbitrage : Bakary Gassama | Stade de Kégué, Lomé Arbitrage : Bakary Gassama |
| 28 mars 2023 19:00 UTC±0 | Klidje 61e |         | 26e Yago · 69e Badolo · 77e Kaboré | Stade de Kégué, Lomé Arbitrage : Bakary Gassama | Stade de Kégué, Lomé Arbitrage : Bakary Gassama |

| 5e journée               | Cap-Vert                                   | 3 - 1   | Burkina Faso         |                                                                  |                                                                  |
| 18 juin 2023 15:00 UTC−1 | Bebé 7e · Fernandes 67e · Andrade 90+4e    | (1 - 1) | 45+3e Dayo           | Estádio Nacional de Cabo Verde, Praia Arbitrage : Haythem Guirat | Estádio Nacional de Cabo Verde, Praia Arbitrage : Haythem Guirat |
| 18 juin 2023 15:00 UTC−1 | Mendes 88e · Tavares 90+2e · Andrade 90+6e |         | 39e Touré · 64e Yago | Estádio Nacional de Cabo Verde, Praia Arbitrage : Haythem Guirat | Estádio Nacional de Cabo Verde, Praia Arbitrage : Haythem Guirat |

| 6e journée                   | Burkina Faso | 0 - 0   | Eswatini |                                                           |                                                           |
| 8 septembre 2023 20:00 UTC+1 |              | (0 - 0) |          | Grand stade de Marrakech, Marrakech Arbitrage : Amin Omar | Grand stade de Marrakech, Marrakech Arbitrage : Amin Omar |
| 8 septembre 2023 20:00 UTC+1 | Dayo 79e     |         |          | Grand stade de Marrakech, Marrakech Arbitrage : Amin Omar | Grand stade de Marrakech, Marrakech Arbitrage : Amin Omar |

### Statistiques

#### Buteurs
| Buts | Joueurs                                                        |
| ---- | -------------------------------------------------------------- |
| 4    | Dango Ouattara                                                 |
| 1    | Stéphane Aziz Ki, Hassane Bandé, Abdoul Tapsoba, Issoufou Dayo |

## Compétition

### Tirage au sort
Le tirage au sort de la CAN 2023 est effectué le 12 octobre 2023 au Parc des expositions d’Abidjan. Le Burkina Faso, 58e nation au classement FIFA, est placé dans le chapeau 2. Le tirage place les Etalons dans le groupe D, avec l'Algérie (chapeau 1, 34e au classement FIFA), la Mauritanie (chapeau 3, 99e) et l'Angola (chapeau 4, 117e).

### Effectif
Le sélectionneur Hubert Velud annonce la liste des vingt-sept joueurs retenus le 19 décembre 2023.

### Premier tour
Le Burkina Faso remporte son premier match face à la Mauritanie grâce à un penalty obtenu et transformé par Bertrand Traoré en toute fin de match (1-0).
| Rang | Équipe       | Pts | J | G | N | P | Bp | Bc | Diff |
| ---- | ------------ | --- | - | - | - | - | -- | -- | ---- |
| 1    | Angola       | 7   | 3 | 2 | 1 | 0 | 6  | 3  | +3   |
| 2    | Burkina Faso | 4   | 3 | 1 | 1 | 1 | 3  | 4  | -1   |
| 3    | Mauritanie   | 3   | 3 | 1 | 0 | 2 | 3  | 4  | -1   |
| 4    | Algérie      | 2   | 3 | 0 | 2 | 1 | 3  | 4  | -1   |

| 1re journée           | Mauritanie                    | 0 - 1   | Burkina Faso                         | Stade de Bouaké, Bouaké                      |                                              |
| 16 janvier 2024 14h00 |                               | (0 - 0) | 90+6e (pen.) Traoré                  | Spectateurs : 27 898 Arbitrage : Jalal Jayed | Spectateurs : 27 898 Arbitrage : Jalal Jayed |
| 16 janvier 2024 14h00 | NM El Abd 90+4e · Abeid 90+9e |         | 45e Konaté · 47e Touré · 76e Tapsoba | Spectateurs : 27 898 Arbitrage : Jalal Jayed | Spectateurs : 27 898 Arbitrage : Jalal Jayed |

| 2e journée            | Algérie                          | 2 - 2   | Burkina Faso                                                      | Stade de Bouaké, Bouaké                       |                                               |
| 20 janvier 2024 14h00 | Bounedjah 51e 90+5e              | (0 - 1) | 45+3e Konaté · 71e (pen.) Traoré                                  | Spectateurs : 33 501 Arbitrage : Abongile Tom | Spectateurs : 33 501 Arbitrage : Abongile Tom |
| 20 janvier 2024 14h00 | Bensebaïni 53e · Bounedjah 90+6e | Rapport | 17e Nagalo · 23e Sangaré · 62e Konaté · 90+2e Djiga · 90+8e Touré | Spectateurs : 33 501 Arbitrage : Abongile Tom | Spectateurs : 33 501 Arbitrage : Abongile Tom |

| 3e journée            | Angola                                | 2 - 0   | Burkina Faso  | Stade de Charles-Konan-Banny, Yamoussoukro |                                       |
| 23 janvier 2024 20h00 | Mabululu 36e · Zini 90+2e             | (1 - 0) |               | Arbitrage : Jean-Jacques Ndala Ngambo      | Arbitrage : Jean-Jacques Ndala Ngambo |
| 23 janvier 2024 20h00 | Mabululu 36e · Milson 79e · Neblú 88e | Rapport | 27e Ouédraogo | Arbitrage : Jean-Jacques Ndala Ngambo      | Arbitrage : Jean-Jacques Ndala Ngambo |

### Phase à élimination directe
| Huitième de finale    | Mali                               | 2 - 1   | Burkina Faso                                 | Stade Amadou Gon Coulibaly, Korhogo            |                                                |
| 30 janvier 2024 17h00 | E. Tapsoba 3e (csc) · Sinayoko 47e |         | 57e (pen.) Traoré                            | Spectateurs : 19 184 Arbitrage : Ibrahim Mutaz | Spectateurs : 19 184 Arbitrage : Ibrahim Mutaz |
| 30 janvier 2024 17h00 | Sinayoko 81e                       | Rapport | 27e A. Tapsoba · 72e Badolo · 81e E. Tapsoba | Spectateurs : 19 184 Arbitrage : Ibrahim Mutaz | Spectateurs : 19 184 Arbitrage : Ibrahim Mutaz |

### Statistiques

#### Buteurs
| Buts | Joueurs         | Adversaires                         |
| ---- | --------------- | ----------------------------------- |
| 3    | Bertrand Traoré | Mauritanie (1) Algérie (1) Mali (1) |
| 1    | Mohamed Konaté  | Algérie (1)                         |